# Hustopeče - Štěrkáč
Hustopeče - Štěrkáč este o arie protejată (arie specială de conservare — SAC, sit de importanță comunitară — SCI) din Republica Cehă întinsă pe o suprafață de 59,85 ha, integral pe uscat.

## Localizare
Centrul sitului Hustopeče - Štěrkáč este situat la coordonatele 49°31′18″N 17°50′52″E / 49.521667°N 17.847778°E.

## Înființare
Situl Hustopeče - Štěrkáč a fost declarat sit de importanță comunitară în aprilie 2005 pentru a proteja 1 specie de animale. Situl a fost protejat și ca arie specială de conservare în aprilie 2017.

## Biodiversitate
Situată în ecoregiunea continentală, aria protejată nu include niciun habitat protejat.
La baza desemnării sitului se află o specie protejată de  nevertebrate: Cucujus cinnaberinus.